# Prince Charming (Fernsehsendung)
Prince Charming ist eine deutsche Datingshow nach Vorbild des Bachelors mit schwulen Männern, die von der Produktionsfirma Seapoint Productions produziert und auf Kreta gedreht wird. Die Premierenstaffel mit Nicolas Puschmann als Prince Charming erschien vom 30. Oktober bis zum 18. Dezember 2019 auf RTL+ und wurde vom 20. April bis zum 8. Juni 2020 auf VOX ausgestrahlt. Ab der vierten Staffel 2022 ist keine Ausstrahlung auf VOX mehr geplant.
Im Mai 2021 startete der lesbische Ableger Princess Charming und im Juni 2023 Charming Boys.

## Vorbilder und Format
Prince Charming ist der erste internationale Ableger der US-amerikanischen Sendung Finding Prince Charming aus dem Jahr 2016. Beide sind eine Version des Bachelor-Formats mit einem schwulen Mann als Prinz, der anhand von Gruppen- und Einzeldates versucht, unter den Kandidaten die Liebe zu finden. Zur Aussortierung von Kandidaten gibt es entsprechend der Bachelor-„Nacht der Rosen“ eine „Gentlemen-Night“ mit schwarzen Krawatten statt Blumen. In der ersten erhalten die Kandidaten, die bleiben dürfen, Krawatten; in den folgenden Nächten müssen die ausscheidenden Kandidaten ihre Krawatten wieder abgeben, während die verbleibenden ihre Krawatten anbehalten dürfen beziehungsweise gefragt werden, ob sie sie anbehalten möchten.

## Übersicht
| Staffel  | Episodenanzahl (inkl. Aftershow) | Erstveröffentlichung (RTL+)           | Erstausstrahlung (VOX)               | Prince            | Anzahl Kandidaten | Gewinner           | Beziehungsstatus                                         |
| -------- | -------------------------------- | ------------------------------------- | ------------------------------------ | ----------------- | ----------------- | ------------------ | -------------------------------------------------------- |
| 1 (2019) | 9                                | 30. Oktober 2019 – 18. Dezember 2019  | 20. April 2020 – 8. Juni 2020        | Nicolas Puschmann | 20                | Lars Tönsfeuerborn | nach Show ein Paar gewesen, seit September 2021 getrennt |
| 2 (2020) | 10                               | 12. Oktober 2020 – 14. Dezember 2020  | 26. Oktober 2020 – 21. Dezember 2020 | Alexander Schäfer | 20                | Lauritz Hofmann    | nach Show kein Paar geworden                             |
| 3 (2021) | 10                               | 17. August 2021 – 19. Oktober 2021    | 7. Februar 2022 – 28. März 2022      | Kim Tränka        | 18                | Maurice Schmitz    | nach Show ein Paar geworden, seit Juni 2022 getrennt     |
| 4 (2022) | 10                               | 29. September 2022 – 1. Dezember 2022 | –                                    | Fabian Fuchs      | 21                | Sebastian          | nach Show kein Paar geworden                             |

## Mitwirkende
| Staffel  | Moderation / Off-Sprecher | Moderation / Off-Sprecher | Moderation / Off-Sprecher |
| Staffel  | Off-Sprecher              | Das große Wiedersehen     | Der Podcast               |
| -------- | ------------------------- | ------------------------- | ------------------------- |
| 1 (2019) | Thorsten Schorn           | Angela Finger-Erben       | Eric Schroth              |
| 2 (2020) | Thorsten Schorn           | Lola Weippert             | Eric Schroth              |
| 3 (2021) | Thorsten Schorn           | Lola Weippert             | Eric Schroth              |
| 4 (2022) | Thorsten Schorn           | Lola Weippert             | Maurice Gajda             |

## Staffeln

### Staffel 1 (2019)
Die erste Staffel wurde im September 2019 auf Kreta gedreht. Die Veröffentlichung der ersten Staffel begann am 30. Oktober und endete mit der Aftershow Das große Wiedersehen am 18. Dezember 2019 auf RTL+. Auf VOX war die Staffel vom 20. April bis zum 8. Juni 2020 zu sehen. Der erste Prince Charming war der 28-jährige Account-Manager Nicolas Puschmann. Er entschied sich zum Schluss für den Podcaster Lars Tönsfeuerborn. In der Aftershow gaben sie bekannt, dass sie immer noch ein Paar sind und zusammenziehen werden. Im November 2020 gaben beide bekannt, sich getrennt zu haben. Ende Januar 2021 bestätigten Puschmann und Tönsfeuerborn, dass sie wieder ein Paar seien, ihre Beziehung zukünftig jedoch weitgehend aus der Öffentlichkeit heraushalten möchten. Im September 2021 erfolgte die erneute Trennung.

#### Kandidaten im Episodenverlauf

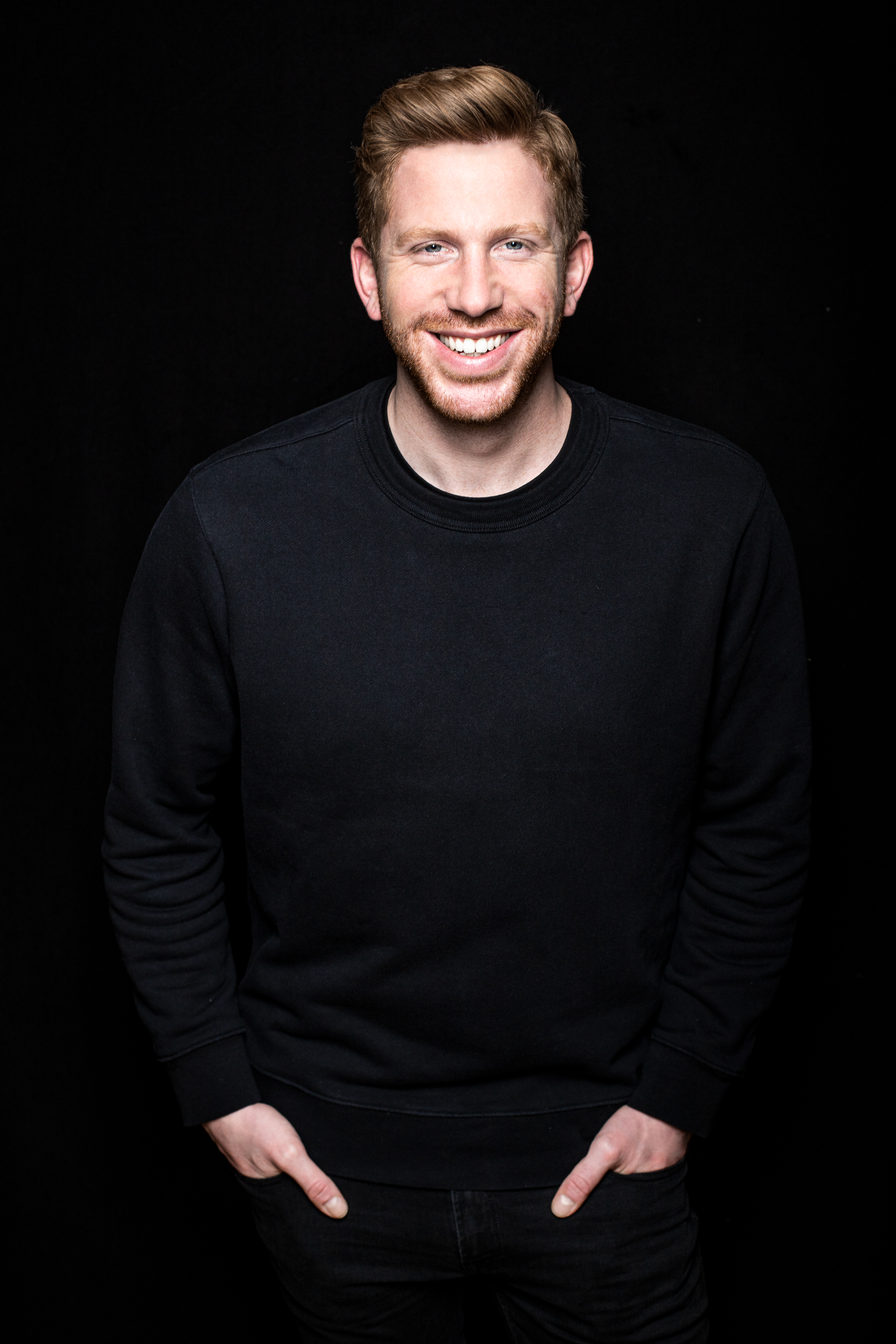
Gewinner von Staffel 1: Lars Tönsfeuerborn

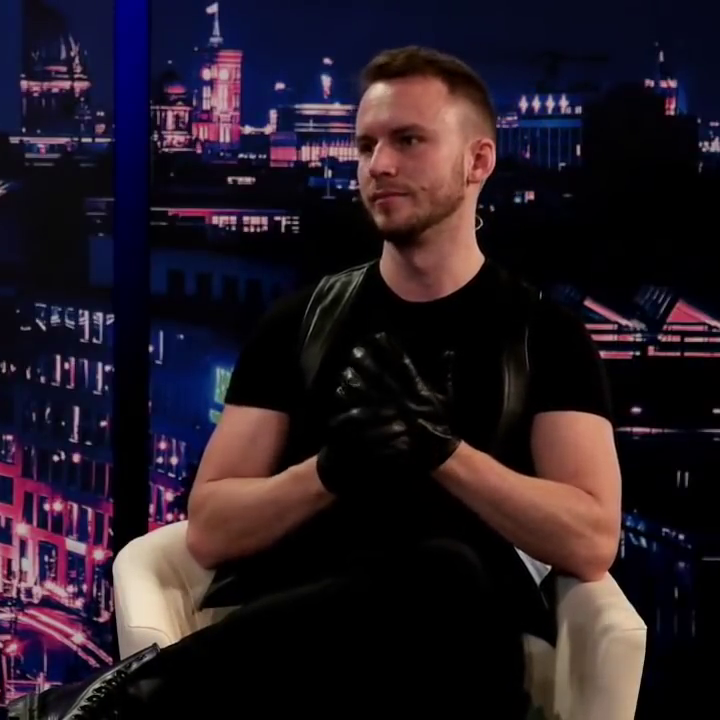
Gewinner von Staffel 2: Lauritz Hofmann

| Kandidat | Kandidat | Kandidat     | Episoden | Episoden | Episoden | Episoden | Episoden | Episoden | Episoden | Episoden | Episoden |
| Name | Alter    | Stadt        | 1        | 2        | 3        | 4        | 5        | 6        | 7        | 8        | 9        |
| --- | -------- | ------------ | -------- | -------- | -------- | -------- | -------- | -------- | -------- | -------- | -------- |
| Lars Tönsfeuerborn | 29       | Düsseldorf   |          | G        | E        |          |          |          | GÜ       | EÜ       |          |
| Dominic Smith | 31       | Berlin       |          | GE       |          |          | Ü        |          | G        | EÜ       |          |
| Andreas Kürner | 30       | Lübeck       |          |          |          | E        |          |          | E        |          |          |
| Aaron Königs | 24       | Köln         |          | G        |          | G        |          | E        | G        |          |          |
| Alexander Gutbrod | 38       | Remseck      |          | G        |          |          |          |          |          |          |          |
| Simon Goga | 32       | Köln         |          |          |          | G        |          | E        |          |          |          |
| Manuel Flickinger | 31       | Limburgerhof |          |          | G        | G        |          |          |          |          |          |
| Martin Angelo | 26       | Hamburg      |          |          | G        | G        |          |          |          |          |          |
| Kiril Galabinov | 33       | Köln         |          |          | GE       |          |          |          |          |          |          |
| Marco Tornese | 35       | Zürich       |          |          | G        | G        |          |          |          |          |          |
| Pascal Büchel | 27       | Wien         |          |          | G        |          |          |          |          |          |          |
| Sam Dylan | 28       | Cloppenburg  |          | G        |          |          |          |          |          |          |          |
| Antonio Sosic | 26       | Wien         |          |          | G        |          |          |          |          |          |          |
| Sebastian Hollmann | 33       | München      |          |          |          |          |          |          |          |          |          |
| Adrian Merkel | 38       | München      |          |          |          |          |          |          |          |          |          |
| John R. | 34       | London       |          | G        |          |          |          |          |          |          |          |
| Dominik Lassnig | 29       | Wien         |          | G        |          |          |          |          |          |          |          |
| Daniel Meurer | 31       | Köln         |          |          |          |          |          |          |          |          |          |
| Robert Rottensteiner | 29       | Berlin       |          |          |          |          |          |          |          |          |          |
| Robin Eichinger | 27       | Mainz        |          |          |          |          |          |          |          |          |          |
| Farblegende: - Der Kandidat durfte seine Krawatte behalten und kam weiter. - Der Kandidat musste seine Krawatte abgeben und schied aus. - Der Kandidat stieg freiwillig aus. - Der Kandidat war als Gast im großen Wiedersehen dabei. Buchstabenlegende: - G: Gruppendate/-treffen - E: Einzeldate - Ü: Übernachtungsdate |          |              |          |          |          |          |          |          |          |          |          |

#### Podcast
Begleitend zur Staffel wurde auf RTL+ ein Podcast mit Moderator Eric Schroth veröffentlicht, der dazu prominente Überraschungsgäste ins Studio holte und als Booting Out der Woche ausgeschiedene Kandidaten am Telefon dazuschaltete.
| Folge | Datum             | Studiogast                              | Booting Out der Woche |
| ----- | ----------------- | --------------------------------------- | --------------------- |
| 1     | 30. Oktober 2019  | TV-Persönlichkeit Julian F. M. Stoeckel | Daniel                |
| 2     | 06. November 2019 | Moderatorin Bella Lesnik                | Dominik               |
| 3     | 13. November 2019 | Moderator Martin Tietjen                | Antonio               |
| 4     | 20. November 2019 | Schauspieler Lars Steinhöfel            | Pascal                |
| 5     | 26. November 2019 | Bachelorette-Kandidat 2018 Rafi Rachek  | Manuel                |
| 6     | 04. Dezember 2019 | Podcasterin Yvonne Fricke               | Alexander             |
| 7     | 11. Dezember 2019 | Moderatorin Angela Finger-Erben         | Aaron                 |
| 8     | 18. Dezember 2019 | Prinz Nicolas und Gewinner Lars         | Dominic               |

### Staffel 2 (2020)
Die Veröffentlichung der zweiten Staffel begann am 12. Oktober und endete mit der Aftershow Das große Wiedersehen am 14. Dezember 2020 auf RTL+. Auf VOX war die Staffel vom 26. Oktober bis zum 21. Dezember 2020 zu sehen. Als Prince Charming fungierte der 29-jährige Sachbearbeiter im Bereich Marketing Alexander Schäfer aus Frankfurt am Main. Er entschied sich am Ende für den Flugbegleiter Lauritz Hofmann. In der drei Monate nach dem Finale aufgezeichneten Aftershow Das große Wiedersehen teilte Schäfer mit, dass die beiden kein Paar geworden seien.

#### Kandidaten im Episodenverlauf
| Kandidat | Kandidat | Kandidat          | Episoden | Episoden | Episoden | Episoden | Episoden | Episoden | Episoden | Episoden | Episoden | Episoden |
| Name | Alter    | Stadt             | 1        | 2        | 3        | 4        | 5        | 6        | 7        | 8        | 9        | 10       |
| --- | -------- | ----------------- | -------- | -------- | -------- | -------- | -------- | -------- | -------- | -------- | -------- | -------- |
| Lauritz Hofmann | 27       | Frankfurt am Main |          | GE       |          |          |          |          | G        | E        | EÜ       |          |
| Vincent Lange | 23       | London            |          |          |          | G        |          |          | GE       |          | EÜ       |          |
| Gino Bormann | 32       | Berlin            |          | G        |          |          | G        | E        | G        |          |          |          |
| Jakob Koslowsky | 29       | Dortmund          |          | G        |          |          | GE       |          | G        |          |          |          |
| Andrea Lamanna | 24       | Bayreuth          |          |          | GE       |          | G        |          |          |          |          |          |
| Arne Szalay | 25       | Heidelberg        |          |          |          | G        |          |          | G        |          |          |          |
| Michael LaDelle | 39       | Zürich            |          | G        |          |          | G        |          |          |          |          |          |
| Jan Maik Baumann | 30       | Zürich            |          |          | G        |          | G        |          |          |          |          |          |
| Joachim | 29       | Schwechat         |          |          |          | E        |          | Ü        |          |          |          |          |
| Adrian Saraç | 25       | Berlin            |          |          |          | G        |          |          |          |          |          |          |
| David Lovric | 24       | Köln              |          |          | G        |          |          |          |          |          |          |          |
| Roman Elyas | 32       | Köln              |          |          |          | G        |          |          |          |          |          |          |
| Florian Kunze-Forrest | 39       | Berlin            |          |          | G        |          |          |          |          |          |          |          |
| Sascha Vaegs | 30       | Köln              |          |          | G        |          |          |          |          |          |          |          |
| Bastian Castillo | 30       | Berlin            |          |          |          |          |          |          |          |          |          |          |
| Benedetto Paterno | 27       | Köln              |          |          |          |          |          |          |          |          |          |          |
| Bernhard Kusznierz | 30       | Düsseldorf        |          |          |          |          |          |          |          |          |          |          |
| Patrick Behm | 32       | Frankfurt am Main |          | G        |          |          |          |          |          |          |          |          |
| Erik Heikaus | 31       | Hamburg           |          |          |          |          |          |          |          |          |          |          |
| Leon | 32       | Zürich            |          |          |          |          |          |          |          |          |          |          |
| Farblegende: - Der Kandidat durfte seine Krawatte behalten und kam weiter. - Der Kandidat musste seine Krawatte abgeben und schied aus. - Der Kandidat stieg freiwillig aus. - Der Kandidat war als Gast im großen Wiedersehen dabei. Buchstabenlegende: - G: Gruppendate/-treffen - E: Einzeldate - Ü: Übernachtungsdate |          |                   |          |          |          |          |          |          |          |          |          |          |

#### Podcast
Begleitend zur Staffel wurde auf RTL+ erneut ein Podcast mit Moderator Eric Schroth veröffentlicht, der dazu prominente Überraschungsgäste ins Studio holte und als Booting Out der Woche ausgeschiedene Kandidaten am Telefon dazuschaltete.
| Folge | Datum             | Studiogast                     | Booting Out der Woche |
| ----- | ----------------- | ------------------------------ | --------------------- |
| 1     | 12. Oktober 2020  | Blogger und DJ Hollywood Tramp | Erik                  |
| 2     | 19. Oktober 2020  | Podcasterin Ricarda Hofmann    | Patrick               |
| 3     | 26. Oktober 2020  | Ex-Kandidat Aaron Königs       | Bastian               |
| 4     | 2. November 2020  | Schauspieler Brix Schaumburg   | Sascha                |
| 5     | 9. November 2020  | Ex-Prinz Nicolas Puschmann     | Adrian                |
| 6     | 16. November 2020 | Schauspieler Jo Weil           | –                     |
| 7     | 23. November 2020 | Moderator Jochen Schropp       | Andrea                |
| 8     | 30. November 2020 | Dragqueen Barbie Breakout      | –                     |
| 9     | 7. Dezember 2020  | Prinz Alexander                | –                     |
| 10    | 14. Dezember 2020 | Gewinner Lauritz               | –                     |

### Staffel 3 (2021)
Die Veröffentlichung der dritten Staffel begann am 17. August und endete mit der Aftershow Das große Wiedersehen am 19. Oktober 2021 auf RTL+. Auf VOX war die Staffel vom 7. Februar bis zum 28. März 2022 zu sehen. Als Prince Charming fungierte der Automobilkaufmann Kim Tränka aus Bremen, der sich im Finale für den 22-jährigen Maurice Schmitz entschied. In der Aftershow Das große Wiedersehen teilten beide mit, nach der Show ein Paar geworden zu sein. Sie trennten sich im Juni 2022. Zusätzlich gaben die Kandidaten Bon und Max in der Aftershow Das große Wiedersehen bekannt, ein Paar geworden zu sein.

#### Kandidaten im Episodenverlauf
| Kandidat | Kandidat | Kandidat    | Episoden | Episoden | Episoden | Episoden | Episoden | Episoden | Episoden | Episoden | Episoden | Episoden |
| Name | Alter    | Stadt       | 1        | 2        | 3        | 4        | 5        | 6        | 7        | 8        | 9        | 10       |
| --- | -------- | ----------- | -------- | -------- | -------- | -------- | -------- | -------- | -------- | -------- | -------- | -------- |
| Maurice Schmitz | 22       | Köln        |          |          |          | GEÜ      |          | G        | G        |          | EÜ       |          |
| Robin Solf | 23       | Berlin      |          |          | G        | G        |          | GE       | G        | E        | EÜ       |          |
| Thomas Hanisch | 30       | Berlin      |          | G        |          | G        |          | G        | G        |          |          |          |
| Jan Windisch | 26       | Wien        |          |          | GE       |          |          | G        | G        |          |          |          |
| Max Rogall | 25       | Berlin      |          |          | G        | G        |          |          | EÜ       |          |          |          |
| Bon Markel | 28       | München     |          | G        |          |          | G        |          |          |          |          |          |
| Manfred Karacsonyi | 33       | Hamburg     |          | G        |          |          | G        |          |          |          |          |          |
| Kevin Schäfer | 32       | Köln        |          | G        |          |          | G        |          |          |          |          |          |
| Arne Bruns | 40       | Bremerhaven |          | G        |          |          | GE       |          |          |          |          |          |
| Pascal Lobert | 24       | Iserlohn    |          |          | G        |          |          |          |          |          |          |          |
| Jean-Cédric Sow | 30       | Stuttgart   |          |          | G        |          |          |          |          |          |          |          |
| Felix Krupka | 24       | Herbolzheim |          | G        |          |          |          |          |          |          |          |          |
| Florian | 34       | München     |          |          | G        |          |          |          |          |          |          |          |
| Corey Kuhlo | 33       | Berlin      |          | GE       |          |          |          |          |          |          |          |          |
| Ash Snell | 27       | Berlin      |          |          |          |          |          |          |          |          |          |          |
| Lukas Frehse | 23       | Hamburg     |          |          |          |          |          |          |          |          |          |          |
| Markus Lugl | 32       | Nordendorf  |          |          |          |          |          |          |          |          |          |          |
| Patrick Elsner | 30       | Wien        |          |          |          |          |          |          |          |          |          |          |
| Farblegende: - Der Kandidat durfte seine Krawatte behalten und kam weiter. - Der Kandidat musste seine Krawatte abgeben und schied aus. - Der Kandidat stieg freiwillig aus. - Der Kandidat war als Gast im großen Wiedersehen dabei. Buchstabenlegende: - G: Gruppendate/-treffen - E: Einzeldate - Ü: Übernachtungsdate |          |             |          |          |          |          |          |          |          |          |          |          |

#### Podcast
Begleitend zur Staffel wurde auf RTL+ erneut ein Podcast mit Moderator Eric Schroth veröffentlicht, der dazu prominente Überraschungsgäste ins Studio holte und als Booting Out der Woche ausgeschiedene Kandidaten am Telefon dazuschaltete.
| Folge | Datum              | Studiogast                                            | Booting Out der Woche |
| ----- | ------------------ | ----------------------------------------------------- | --------------------- |
| 1     | 17. August 2021    | Prinz Kim Tränka                                      | –                     |
| 2     | 24. August 2021    | Julian F. M. Stoeckel                                 | –                     |
| 3     | 31. August 2021    | Ex-Prinz Alexander Schäfer Comedienne Nicolette Vlogt | –                     |
| 4     | 7. September 2021  | Ex-Kandidat Gino Bormann Kandidat Robin               | –                     |
| 5     | 14. September 2021 | Princess Charming Irina Schlauch                      | Arne                  |
| 6     | 21. September 2021 | Sänger Prince Damien                                  | Manfred               |
| 7     | 28. September 2021 | Dragqueen Marcella Rockefeller                        | –                     |
| 8     | 5. Oktober 2021    | Kims Mutter Anja Tränka                               | Thomas                |
| 9     | 12. Oktober 2021   | Julian F.M. Stoeckel                                  | Robin                 |
| 10    | 19. Oktober 2021   | Prinz Kim und Gewinner Maurice Kandidaten Bon und Max | –                     |

### Staffel 4 (2022)

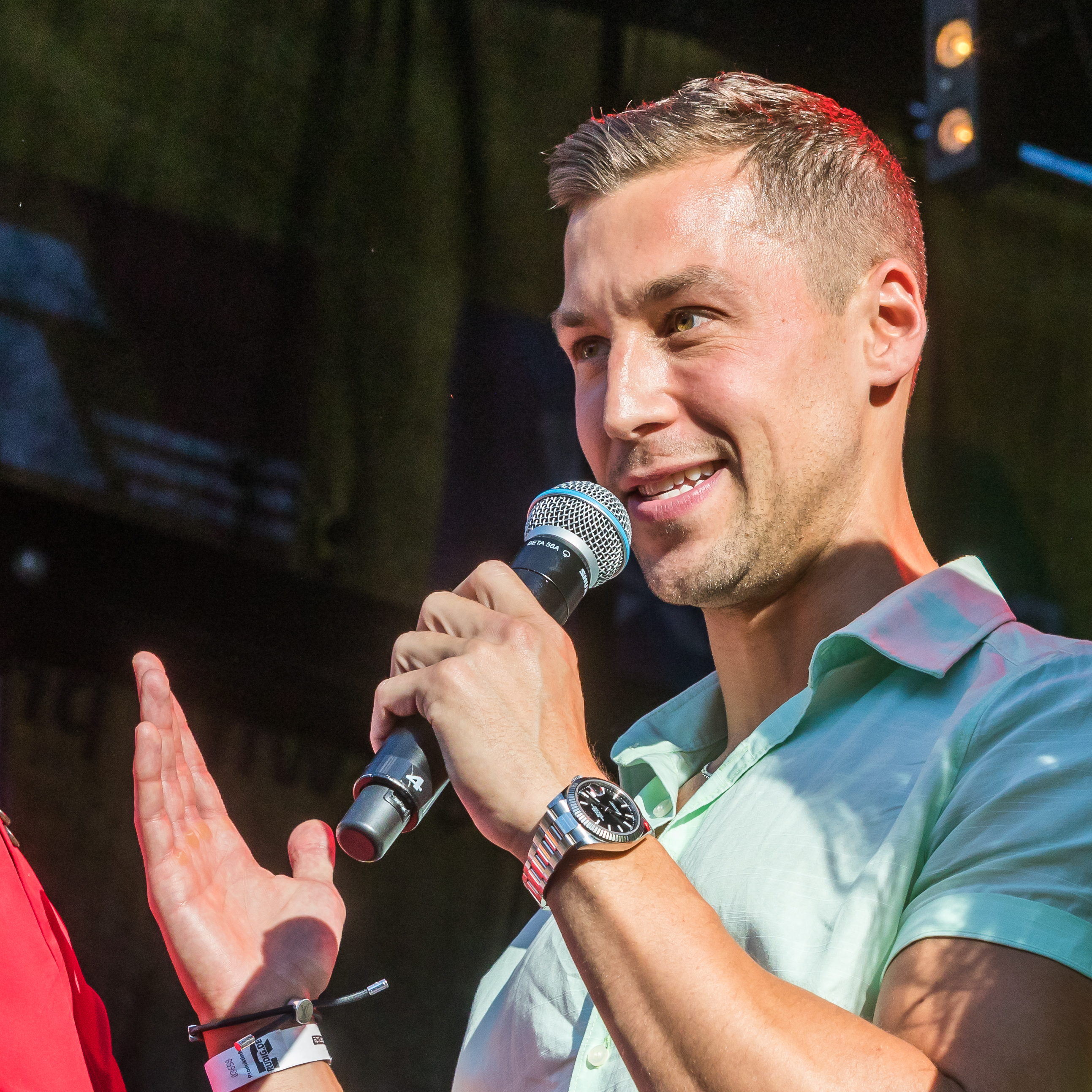
Fabian Fuchs, Prince Charming von Staffel 4

Die Veröffentlichung der vierten Staffel begann am 29. September 2022 und endete mit der Aftershow Das große Wiedersehen am 1. Dezember 2022 auf RTL+. Als Prince Charming fungierte Fabian Fuchs aus Berlin, der bei einem Internetunternehmen arbeitet. Im Finale entschied Fabian sich für den 23-jährigen Bielefelder Modestudenten Sebastian, aber in der Aftershow Das große Wiedersehen gaben sie bekannt, kein Paar geworden zu sein.

#### Kandidaten im Episodenverlauf
| Kandidat | Kandidat | Kandidat          | Episoden | Episoden | Episoden | Episoden | Episoden | Episoden | Episoden | Episoden | Episoden | Episoden |
| Name | Alter    | Stadt             | 1        | 2        | 3        | 4        | 5        | 6        | 7        | 8        | 9        | 10       |
| --- | -------- | ----------------- | -------- | -------- | -------- | -------- | -------- | -------- | -------- | -------- | -------- | -------- |
| Sebastian | 23       | Bielefeld         |          |          |          | Ü        |          |          | GE       | G        | EÜ       |          |
| Tim Hornbyl | 25       | Luzern            |          |          | GE       |          |          |          | G        | GE       | EÜ       |          |
| Dennis S. | 27       | Bergisch Gladbach |          |          |          |          | G        | G        |          | G        |          |          |
| Philippe Van Thomas | 29       | Sankt Vith        |          | G        |          |          |          | GE       |          | G        |          |          |
| Alexander | 31       | Duisburg          |          |          |          | G        |          | G        |          |          |          |          |
| Leon | 22       | Maastricht        |          | GE       |          |          | G        |          | G        |          |          |          |
| Dennis O. | 28       | Berlin            |          | G        |          |          |          |          | G        |          |          |          |
| Nico | 25       | München           |          |          |          | G        | E        |          |          |          |          |          |
| Joel | 24       | Essen             |          | G        |          |          |          | G        |          |          |          |          |
| Manuel B. | 34       | Mainz             |          | G        | G        |          | G        |          |          |          |          |          |
| Marcus | 27       | München           |          |          | G        |          | G        |          |          |          |          |          |
| Alessandro | 29       | Dottikon          |          |          |          | G        |          |          |          |          |          |          |
| Marcel | 24       | Hamburg           |          |          |          |          |          |          |          |          |          |          |
| Srira | 29       | Köln              |          |          |          | G        |          |          |          |          |          |          |
| Jonny | 26       | München           |          |          |          |          |          |          |          |          |          |          |
| Sam | 23       | Köln              |          |          |          |          |          |          |          |          |          |          |
| Alex | 31       | Berlin            |          |          |          |          |          |          |          |          |          |          |
| Phil | 25       | Berlin            |          |          |          |          |          |          |          |          |          |          |
| Manuel K. | 33       | Köln              |          |          |          |          |          |          |          |          |          |          |
| Niko | 23       | Berlin            |          |          |          |          |          |          |          |          |          |          |
| Thomas | 33       | Salzburg          |          |          |          |          |          |          |          |          |          |          |
| Farblegende: - Der Kandidat durfte seine Krawatte behalten und kam weiter. - Der Kandidat musste seine Krawatte abgeben und schied aus. - Der Kandidat stieg freiwillig aus. - Der Kandidat war als Gast im großen Wiedersehen dabei. Buchstabenlegende: - G: Gruppendate/-treffen - E: Einzeldate - Ü: Übernachtungsdate |          |                   |          |          |          |          |          |          |          |          |          |          |

#### Podcast
Begleitend zur Staffel wurde auf RTL+ erneut ein Podcast mit Moderator Maurice Gajda veröffentlicht, der dazu prominente Überraschungsgäste ins Studio holte und als Booting Out der Woche ausgeschiedene Kandidaten am Telefon dazuschaltete.
| Folge | Datum              | Studiogast                              | Booting Out der Woche |
| ----- | ------------------ | --------------------------------------- | --------------------- |
| 1     | 29. September 2022 | Ex-Prinz Kim Tränka                     | –                     |
| 2     | 6. Oktober 2022    | Dragqueen Candy Crash                   | –                     |
| 3     | 13. Oktober 2022   | Ex-Kandidat Manuel Flickinger           | –                     |
| 4     | 20. Oktober 2022   | Dragqueen Jurassica Parka               | –                     |
| 5     | 27. Oktober 2022   | TikToker Maxi Pichlmeier                | –                     |
| 6     | 3. November 2022   | Ex-Kandidaten Bon Markel und Max Rogall | –                     |
| 7     | 10. November 2022  | Julian F. M. Stoeckel                   | –                     |
| 8     | 17. November 2022  | Kandidat Dennis O.                      | Philippe              |
| 9     | 24. November 2022  | Kandidat Tim                            | Tim                   |
| 10    | 1. Dezember 2020   | Kandidat Sebastian                      | –                     |

## Produktion und Veröffentlichung
RTL kündigte eine Dating-Show für Schwule erstmals Ende Juni 2019 an und rief zur Bewerbung als Kandidat. Am 2. Oktober wurde bekanntgegeben, dass Prince Charming ab dem 30. Oktober auf RTL+ zu sehen sein werde. Auch wurde der Prinz Nicolas Puschmann benannt. Janine Jannes, Kommunikationsmanagerin von RTL+, sagte, dass Prince Charming von Anfang an als RTL+-Original geplant gewesen sei. Ab dem 21. Oktober startete RTL+ eine von BDA Creative konzipierte Marketingkampagne mit Teaservideos, in denen Begriffe wie Dating, Liebe, Romantik als schwul bezeichnet wurden (Beispielsatz: „Dating ist schwul“). Thomas Huber, Marketingleiter von RTL Deutschland erklärt diesen Gebrauch des Wortes so: „Das Wort ‚schwul‘ wird von manchen Menschen leider immer noch in abwertender Weise benutzt – das wollen wir ändern und dem Begriff endlich die positive Bedeutung zurückgeben, die er verdient.“
Vom 30. Oktober bis zum 18. Dezember wurden im Premium-Bereich von RTL+ die acht regulären Episoden der Staffel sowie im Anschluss an das Finale ein Wiedersehen, moderiert von Angela Finger-Erben, veröffentlicht. Am Black Friday, dem 29. November, den RTL+ „Black FriGay“ nannte, waren die bis dahin erschienenen ersten fünf Folgen kostenlos zu sehen. Zur Veröffentlichung des Finales verkündete RTL Deutschland, dass die Sendung im Frühjahr 2020 auf dem Sender VOX ausgestrahlt werden wird. Nach der Bekanntgabe der Grimmepreis-Auszeichnung am 3. März verkündete RTL Deutschland den Termin für die Free-TV-Premiere: Die erste Staffel war ab dem 20. April 2020 jeweils montags um 22:15 zu sehen.
Mit dem Black FriGay-Event wurde auch die Verlängerung um eine zweite Staffel bekanntgegeben. Am 31. Januar 2020 rief die Produktionsfirma Seapoint zur Bewerbung als Kandidat für die zweite Staffel auf. Die zweite Staffel sollte zunächst ab Ende April 2020 gedreht werden für eine Veröffentlichung auf RTL+ im Juli, was durch die COVID-19-Pandemie nicht möglich war. Darauf fand die Produktion durch Seapoint im August statt. Am 4. August wurde der 29-jährige Marketingmanager Alexander Schäfer aus Frankfurt am Main als neuer Prince bekanntgegeben. Dieser hätte im April eigentlich nur ein Kandidat sein sollen. Am 1. Oktober wurden als Starttermine der 12. Oktober für die Veröffentlichung auf RTL+ und der 26. Oktober für die Ausstrahlung auf VOX bekanntgegeben. Der Black FriGay für die zweite Staffel fand am 27. November statt.
Am 23. November 2020 wurde die Show um eine dritte Staffel verlängert, für die das Casting begann. Als dritter Prince Charming wurde am 27. April 2021 der 31-jährige Automobilkaufmann Kim Tränka aus Bremen vorgestellt. Die dritte Staffel aus 10 Episoden mit 18 Kandidaten wurde auf RTL+ vom 17. August bis 19. Oktober 2021 ausgestrahlt. Auf VOX wurde sie vom 7. Februar bis zum 28. März 2022 ausgestrahlt.
Am 5. Oktober 2021 erfolgte die Verlängerung um eine vierte Staffel. Der vierte Prince, der am 23. Juni 2022 vorgestellt wurde, ist der 33-jährige Berliner Fabian Fuchs. Der Start der Veröffentlichung auf RTL+ erfolgte am 29. September 2022.
Anfang Januar 2023 wurde bekanntgegeben, dass für 2023 keine weitere Staffel, sondern der Ableger Charming Boys geplant ist.

## Rezeption

### Rezensionen und Feedback
Prince Charming wurde in der Kritik positiv aufgenommen und im Vergleich zu Bachelor-Formaten als besser bewertet. So wird Nicolas von Anja Rützel auf Spiegel Online als der bessere Bachelor bezeichnet. Janna Specken für T-online.de bietet fünf Gründe, warum Prince Charming besser als der Bachelor ist; dabei sei für sie Nicolas „der coolste Bachelor“ und die Kandidaten finde sie „schillernd unterschiedlich“ und „sehr unterhaltsam“. Bei Neon wird geurteilt, die Sendung lohne sich mehr als der Bachelor und sei das beste Datingformat aller Zeiten. Alexander Krei von DWDL.de findet, das Konzept fühle sich vertraut an und das sei auch gut so. Die erste schwule Datingshow sei letztlich nichts anderes als eine Datingshow. „Man kann das alles schrecklich banal und vorhersehbar finden – oder sich einfach drauf einlassen und Spaß an der Show haben. Der entsteht auch deshalb, weil die ‚Bachelor‘-erfahrenen Macher von ‚Prince Charming‘ glücklicherweise darauf verzichtet haben, die Liebe zwischen zwei Männern als etwas Außergewöhnliches darzustellen.“ Focus-Online-Redakteur Tobias Suchanek schreibt explizit als heterosexueller Mann, für ihn sei die Sendung mehr als nur Unterhaltung, sondern fast wie eine Doku, weil er eine gesellschaftliche Szene präsentiert bekomme, mit der er sonst im Leben nichts zu tun habe, und damit sein Horizont erweitert werde. Für das schwul-lesbische Internetmagazin queer.de ist die Sendung überraschend unterhaltsam und perfekt zum Bingewatchen an kalten Wintertagen; Lob erhält hier besonders die Auswahl des Prinzen und der Kandidaten.
Puschmann berichtet in Interviews von positivem Feedback durch Zuschauer über die Outing-Geschichten der Teilnehmer und darüber, dass er Schwulsein normal auslebe und zeige, wodurch Personen sich aufgrund der Show getraut haben, sich in ihrem Umfeld zu outen, oder andere ihre ablehnende Haltung zur Homosexualität geändert haben.

### Auszeichnung
Am 16. Januar 2020 wurde bekannt gegeben, dass Prince Charming für den Grimme-Preis 2020 in der Kategorie Unterhaltung nominiert worden ist; und am 3. März, dass die Sendung neben Chez Krömer und Joko & Klaas Live - 15 Minuten ausgezeichnet wird. Es ist die erste Datingshow, die einen Grimme-Preis erhält. Geehrt werden Prinz Nicolas Puschmann, Produzentin Nina Klink und die Executive Producers Nora Kauven und Jan Grafe zu Baringdorf. Die Experten-Jury begründete ihre Entscheidung für Prince Charming mit den Worten: „Dank der Unbefangenheit, die ein Format so nur in seiner Debütstaffel haben kann, brechen sich in ‚Prince Charming‘ immer wieder unerwartet Momente echter Gefühle und echter Verbundenheit Bahn.“ Die Show sei „nicht nur tolle, emotionale Fernsehunterhaltung“, sondern „auch eine neue Art von Märchen“. Henning Tewes, Co-Geschäftsleiter des RTL-Streamingportals RTL+, bezeichnete die Auszeichnung als „großen Ritterschlag“. So werde gezeigt, „dass es höchste Zeit für die erste schwule Dating-Show in Deutschland war“. Show-Produzentin Nina Klink freute sich, dass die Sendung „für mehr Vielfalt in der deutschen Unterhaltung sorgen“ durfte.
Am 4. Juni 2020 wurde bekanntgegeben, dass Prince Charming für den Deutschen Fernsehpreis 2020 in der Kategorie „Beste Unterhaltung Reality“ nominiert ist.

### Zuschauerzahlen
RTL Deutschland veröffentlichte zu der Sendung zwar keine Zuschauerzahlen, bezeichnete die erste Staffel aber als ihr bisher erfolgreichstes RTL+ Reality-Original. Nach einem Bericht im September 2021 wurde die dritte Staffel die erfolgreichste Staffel mit einem Anstieg der Zuschauerzahlen um 30 % im Vergleich zur zweiten Staffel.
| Folge | Datum          | Gesamtpublikum | Gesamtpublikum | Zielgruppe 14 – 49 Jahre | Zielgruppe 14 – 49 Jahre | Quelle |
| Folge | Datum          | Zuschauerzahl  | Marktanteil    | Zuschauerzahl            | Marktanteil              | Quelle |
| ----- | -------------- | -------------- | -------------- | ------------------------ | ------------------------ | ------ |
| 1     | 20. April 2020 | 780.000        | 3,7 %          | 490.000                  | 7,5 %                    | [ 45 ] |
| 2     | 27. April 2020 | 680.000        | 3,1 %          | 460.000                  | 6,8 %                    | [ 46 ] |
| 3     | 4. Mai 2020    | 740.000        | 3,4 %          | 440.000                  | 7,1 %                    | [ 47 ] |
| 4     | 11. Mai 2020   | 670.000        | 3,1 %          | 380.000                  | 6,0 %                    | [ 48 ] |
| 5     | 18. Mai 2020   | 640.000        | 3,5 %          | 390.000                  | 7,0 %                    | [ 49 ] |
| 6     | 25. Mai 2020   | 590.000        | 2,9 %          | 380.000                  | 5,9 %                    | [ 50 ] |
| 7     | 1. Juni 2020   | 430.000        | 1,9 %          | 310.000                  | 4,7 %                    | [ 51 ] |
| 8     | 8. Juni 2020   | 635.000        | 2,9 %          | 390.000                  | 6,2 %                    | [ 52 ] |
| 9     | 8. Juni 2020   | 470.000        | 3,7 %          | 220.000                  | 5,8 %                    | [ 52 ] |

| Folge | Datum             | Gesamtpublikum | Gesamtpublikum | Zielgruppe 14 – 49 Jahre | Zielgruppe 14 – 49 Jahre | Quelle        |
| Folge | Datum             | Zuschauerzahl  | Marktanteil    | Zuschauerzahl            | Marktanteil              | Quelle        |
| ----- | ----------------- | -------------- | -------------- | ------------------------ | ------------------------ | ------------- |
| 1     | 26. Oktober 2020  | 390.000        | 2,2 %          | 210.000                  | 4,2 %                    | [ 53 ]        |
| 2     | 2. November 2020  | 410.000        | 2,1 %          | 190.000                  | 3,5 %                    | [ 54 ]        |
| 3     | 9. November 2020  | 500.000        | 5,2 %          | 270.000                  | 4,3 %                    | [ 55 ]        |
| 4     | 16. November 2020 | 340.000        | –              | 170.000                  | 2,7 %                    | [ 56 ]        |
| 5     | 23. November 2020 | 470.000        | 2,5 %          | 250.000                  | 4,6 %                    | [ 57 ]        |
| 6     | 30. November 2020 | 480.000        | 2,4 %          | 290.000                  | 5,1 %                    | [ 58 ]        |
| 7     | 7. Dezember 2020  | 530.000        | –              | –                        | 4,8 %                    | [ 59 ]        |
| 8     | 14. Dezember 2020 | 430.000        | 2,2 %          | 220.000                  | 3,8 %                    | [ 60 ]        |
| 9     | 21. Dezember 2020 | 460.000        | 2,0 %          | 290.000                  | 4,4 %                    | [ 61 ] [ 62 ] |
| 10    | 21. Dezember 2020 | 380.000        | 3,7 %          | 230.000                  | 7,2 %                    | [ 61 ] [ 62 ] |

| Folge | Datum            | Gesamtpublikum | Gesamtpublikum | Zielgruppe 14 – 49 Jahre | Zielgruppe 14 – 49 Jahre | Quelle |
| Folge | Datum            | Zuschauerzahl  | Marktanteil    | Zuschauerzahl            | Marktanteil              | Quelle |
| ----- | ---------------- | -------------- | -------------- | ------------------------ | ------------------------ | ------ |
| 1     | 7. Februar 2022  | 440.000        | 2,7 %          | 200.000                  | 5,7 %                    | [ 63 ] |
| 2     | 14. Februar 2022 | –              | –              | –                        | 6,0 %                    | [ 64 ] |
| 3     | 21. Februar 2022 | 360.000        | 2,2 %          | –                        | 3,5 %                    | [ 65 ] |
| 4     | 28. Februar 2022 | 370.000        | 2,2 %          | 130.000                  | 3,2 %                    | [ 66 ] |
| 5     | 7. März 2022     | 430.000        | –              | 140.000                  | 3,6 %                    | [ 67 ] |
| 6     | 14. März 2022    | 390.000        | –              | –                        | 4,2 %                    | [ 68 ] |
| 7     | 21. März 2022    | 380.000        | 2,5 %          | 140.000                  | 3,8 %                    | [ 69 ] |
| 8     | 21. März 2022    | 270.000        | 4,0 %          | 110.000                  | 5,4 %                    | [ 69 ] |
| 9     | 28. März 2022    | 420.000        | 2,4 %          | –                        | 3,1 %                    | [ 70 ] |

Die 10. Folge (Aftershow Das große Wiedersehen) entfiel in der Fernsehausstrahlung.

## Ableger
Am 16. Dezember 2020 startete in den Niederlanden auf dem Streamingportal Videoland ein Ableger mit dem 29-jährigen Marvin Wijnans als Prince und zehn Kandidaten. Die Ausstrahlung einer dänischen Variante begann am 23. Mai 2021 auf Discovery+. Im Juli 2021 wurde ein Ableger für Polen auf dem Streamingportal Player.pl mit dem Model und Architekten Jacek Jelonek angekündigt. Die Ausstrahlung begann am 12. Oktober 2021.
Am 25. Mai 2021 begann bei RTL+ der lesbische Ableger Princess Charming. Bisher wurden drei Staffeln produziert.
2023 lief die Premierenstaffel des neuen Ablegers namens Charming Boys, an dem sowohl ehemalige als auch neue Kandidaten teilnehmen. Dieser wurde auf Ko Samui gedreht. Auf RTL+ erschien wöchentlich eine neue Folge vom 15. Juni bis zum 17. August 2023.